# Yan Nawa
Yan Nawa (thailändisch ยานนาวา, auch: Yannawa) ist einer der 50 Khet (Bezirke) in Bangkok, der Hauptstadt von Thailand. Yan Nawa ist ein südlicher Stadtdistrikt und liegt am Ostufer der Südschleife des Mae Nam Chao Phraya (Chao-Phraya-Fluss).

## Geographie
Die benachbarten Bezirke sind im Uhrzeigersinn von Norden aus: Sathon, Khlong Toei, Phra Pradaeng der Provinz Samut Prakan und Rat Burana (beide auf dem gegenüberliegenden Ufer des Mae Nam Chao Phraya) und Bang Kho Laem.

## Geschichte
Yan Nawa wurde in der Vergangenheit Ban Tavoy (Tavoy-Dorf, in Thai บ้านทวาย) oder Ban Kok Khwai (Wasserbüffel-Stift-Dorf, in Thai บ้านคอกควาย) genannt, da eine große Anzahl der Bewohner aus der Stadt Tavoy stammten, die oft ihre Wasserbüffel zum Markt zum Verkauf trieben. In der Regierungszeit von König Chulalongkorn (Rama V.) wurde es zu Amphoe Ban Tavoy. Später wurde es erneut umbenannt in Amphoe Yan Nawa in Übereinstimmung mit der Umbenennung von Wat Ban Tavoy in Wat Yan Nawa. Im Jahre 1972 wurde Yan Nawa ein Khet (Bezirk), die heutigen Khwaeng wurden 1975 geschaffen. Am 9. November 1989 wurde aus Teilen von Yan Nawa zwei neue Bezirke gegründet, nämlich Sathon und Bang Kho Laem. Wat Yan Nawa, der Tempel (Wat), der den Namen des Bezirks lieferte, gehört heute zum Khet Sathorn.
Der Name des hier gelegenen Wat Chakrawat deutet auf einen alten Ort hin, der in den dreißiger Jahren des 19. Jahrhunderts südlich des Städtchens Bangkok lag und bei dem die Stadtmauer endete.

## Sehenswürdigkeiten
- Wat Chong Nonsi – alter buddhistischer Tempel (Wat) mit einzigartiger Wandmalerei aus dem Ende des 17. Jahrhunderts, die leider sehr schlecht erhalten ist.

## Shopping
- Central Rama III

## Verkehr
Durch Yan Nawa führt die mautpflichtige Hochstraße Chaloem Maha Nakhon Expressway, die in dem Bezirk zwei Anschlussstellen hat.
Zwei Brücken verbinden Yan Nawa mit dem gegenüberliegenden Ufer des Mae Nam Chao Phraya: die 1987 fertiggestellte Rama-IX.-Brücke mit dem Bangkoker Bezirk Rat Burana und die 2006 eröffnete Bhumibol-1-Brücke („Mega-Brücke“) mit Amphoe Phra Pradaeng (Provinz Samut Prakan).

## Verwaltung
Der Bezirk ist heute in zwei Unterbezirke (Khwaeng) gegliedert:
| Nr. | Name Khwaeng    | Thai      | Einw.  |
| --- | --------------- | --------- | ------ |
| 1.  | Chong Nonsi     | ช่องนนทรี   | 49.545 |
| 2.  | Bang Phong Pang | บางโพงพาง | 31.617 |